# Спайдер (пристрій)
Спайдери (англ. spiders, safety clamps; нім. Spider m) — пристрої, призначені для захоплення та утримування на вазі труб, забезпечують автоматизацію операцій з захоплення, утримування у підвішеному стані, вивільнення і центрування колони насосно-компресорних або бурильних труб у процесі спуско-підіймальних операцій під час буріння чи ремонту свердловин. На відміну від елеваторів вони встановлюються на гирлі свердловини, а тому не мають стропiв.
Застосування спайдера в поєднанні з трубним елеватором дає змогу виконувати спуско-підйомні операції за більш ефективною технологією, яку прийнято називати «один елеватор плюс спайдер». При цьому відпадає необхідність у перенесенні елеватора на руках, у зніманні й одяганні штропів, що значно полегшує і прискорює ручні операції. Спайдер дозволяє спускати та піднімати колони безмуфтових труб з висадкою всередину, спуск-підйом яких без спайдера взагалі неможливий.
Український відповідник терміна спайдер — утримувач труб.

## Приклади
Спайдер СГ-32 — спайдер гідравлічного типу, призначений для захоплення за тіло і втримування на вазі колони труб. Похилі зуби плашок втримують трубу від прокручування в процесі скручування і розкручування. Для різних труб (48, 60, 73, 89 мм) вставляють у корпус змінні клини, якими управляють за допомогою гідравлічного циліндра. Передбачено також допоміжне ручне управління.
Спайдер СМ-32 — спайдер механічного типу, призначений для роботи з трубами діаметром 48, 60 і 73 мм. Його плашки уніфіковано з плашками автомата АПР-2ВБ. Спайдер СОТШ — спайдер, призначений для втримування обсадних труб за гладке тіло у процесі їх опускання у свердловину під час капітального ремонту.
Спайдер АСГ-80 — пристрій у вигляді кільцевого корпуса з внутрішнім конічним отвором, всередині якого є три клини, шарнірно зв'язані зі спеціальним скеруванням, а корпус з'єднано з центратором для труб, який призначений для автоматизації захоплення, втримування, звільнення і центрування колони насосно-компресорних труб. Застосовується тоді, коли використання автомата АПР з яких-небудь причин неможливе або недоцільне. Його застосування значно полегшує працю операторів і прискорює ремонт свердловини. Підвіски з клинами і вкладки центратора змінні для труб різних діаметрів (48-114 мм). Його особливість — уніфікація основних вузлів і деталей з автоматом АПР-2ВБ. 2. Кругла сталева рама, що встановлюється навколо отвору роторного стола, коли через нього опускається морська водовіддільна колона чи інші труби. Кожне з'єднання водовіддільної колони опускається через спайдер і потім щільно затискується маніпуляторами чи гідравлічним затискним пристосуванням до встановлення наступного з'єднання.